# Lion Original Motion Picture Soundtrack
Der Lion Original Motion Picture Soundtrack wurde von Dustin O’Halloran und Volker Bertelmann alias Hauschka komponiert, am 25. November 2016 von Sony Classical in digitaler Version und am 2. Dezember 2016 auf CD veröffentlicht. Er enthält die Musik zum Film Lion – Der lange Weg nach Hause von Garth Davis.

## Produktion
Die Musik zum Film Lion – Der lange Weg nach Hause wurde von Dustin O’Halloran und Volker Bertelmann alias Hauschka komponiert. Der deutsche Komponist wurde durch seine mit Hilfe präparierter Klaviere eingespielten Musikstücke bekannt. Der Regisseur Garth Davis hatte in Melbourne ein Konzert von Bertelmann besucht, bei dem der Musiker auf der Bühne beschrieben hatte, dass ihm ein solches Konzert innerlich wie eine Zugfahrt durch verschiedene Städte vorkomme. Dieses Bild hatte Davis gefallen, und genau eine solche Musik wollte er auch für seinen Film. Sechs Monate hatte Bertelmann in Los Angeles mit seinem Freund Dustin O’Halloran an der Musik für den schon so gut wie fertigen Film gearbeitet.

## Veröffentlichung
Der Soundtrack, der insgesamt 19 Tracks umfasst, wurde am 25. November 2016 von Sony Classical in digitaler Version veröffentlicht und erschien am 2. Dezember 2016 als CD.

## Rezeption
Kritiker wie Scott Feinberg von The Hollywood Reporter erachteten bereits vor der Premiere die Filmmusik als Oscar-würdig, auch wenn nur wenige Passagen daraus bekannt waren. Für ihre Arbeit wurden Hauschka und O’Halloran im Rahmen der Golden Globe Awards 2017 im Dezember 2016 gemeinsam in der Kategorie Beste Filmmusik nominiert. Im Dezember 2016 wurde der Soundtrack als Anwärter bei der Oscarverleihung 2017 in der Kategorie Beste Filmmusik in die Kandidatenliste (Longlist) aufgenommen, aus denen die Mitglieder der Akademie die offiziellen Nominierungen bestimmten. Am 24. Januar 2017 erfolgte eine offizielle Nominierung in dieser Kategorie. Das auf dem Soundtrack enthaltene Lied Never Give Up wurde in die Longlist für den Besten Filmsong aufgenommen.

## Titelliste des Soundtracks
1. Never Give Up – Sia
2. Lion theme
3. Train
4. Lost, Part 1
5. River
6. Escape the station
7. Orphans
8. A new home
9. Family
10. School
11. Memories
12. Lost, Part 2
13. Falling
14. Searching for home
15. Memory / connection / time
16. Layers expanding time
17. Home is with me
18. Arrival
19. Mother

## Singleauskopplungen und Charterfolge
Das Lied Never Give Up wurde von der australischen Sängerin und Komponistin Sia eingesungen. Dieses Lied wurde am 18. November 2016 als Single veröffentlicht.
Der Soundtrack stieg am 27. Januar 2017 auf Platz 46 in die Soundtrack-Album-Charts im Vereinigten Königreich ein. Das Lied Never Give Up stieg nach seiner Veröffentlichung auf Platz 15 in die iTunes Soundtrack Charts Top 100 ein. In den deutschen Single-Charts hatte das Lied auf Platz 36 seine höchste Positionierung.

## Auszeichnungen
AACTA Awards 2017
- Nominierung für die Beste Filmmusik (Dustin O’Halloran und Volker Bertelmann)[12]

British Academy Film Awards 2017
- Nominierung für die Beste Filmmusik (Dustin O’Halloran und Volker Bertelmann)[13]

Critics’ Choice Movie Awards 2016 (Dezember)
- Nominierung für die Beste Filmmusik (Dustin O’Halloran und Volker Bertelmann)[14]

Golden Globe Awards 2017
- Nominierung für die Beste Filmmusik (Dustin O’Halloran und Volker Bertelmann)[15]

Grammy Awards 2018
- Nominierung als Best Song Written For Visual Media (Never Give Up – Sia Furler und Greg Kurstin)[16]

Hollywood Music In Media Awards 2016
- Nominierung als Beste Filmmusik (Dustin O’Halloran und Volker Bertelmann)[17]

Oscar 2017
- Nominierung für die Beste Filmmusik (Dustin O’Halloran und Volker Bertelmann)[18]

World Soundtrack Awards 2017
- Nominierung als Bester Filmkomponist des Jahres (Dustin O’Halloran und Volker Bertelmann)
- Nominierung als Bester für einen Film geschriebener Originalsong (Never Give Up – Sia und Greg Kurstin)[19]